# 道の駅万葉の里 高岡
道の駅万葉の里 高岡（みちのえき まんようのさと たかおか）は、富山県高岡市蜂ヶ島にある国道8号の道の駅である。
能越自動車道高岡ICに隣接しており、大伴家持の万葉集にも詠われた二上山を眺望できる。
防災道の駅にも選定されている（2025年5月14日に国土交通省により発表、富山県内では初の選定）。

## 施設
- 駐車場
  - 普通車：70台[4][5]
  - 大型車：43台[4][5]
  - 身障者用：2台[4][5]
- トイレ
  - 男：大 5器（3器）、小 16器（10器）
  - 女：15器（10器）
  - 身障者用：3器（2器）

※（）内は、24時間利用可能
- 情報施設（9:00 - 21:00）[4]
- 特産品販売コーナー（9:00 - 21:00）[4]
- フードコート（9:00 - 21:00）[4]
  - このフードコートでは、ご当地ラーメンの富山ブラックやチキンカツカレーなどといったいわゆる「デカ盛り」メニューが提供されている[8][9][10][11]。
- 高岡銅器展示館 - 2021年（令和3年）7月27日に移設し開業[12]。

### 平和観音像
2020年（令和2年）12月9日、旧高岡地域地場産業センター（高岡市開発本町、御旅屋セリオに移転）のシンボルになっていた「平和観音像」が移設された。この銅像は現在、建物そばに鎮座している。なお、前述のデカ盛りメニューを考案した背景には、この観音像により建物の存在が薄れてしまう可能性があるためでもあった。
また、観音像が移設した翌年より、この平和観音像にちなんだ高さ30cmの「観音10段ソフトクリーム」が販売されている。「10段ソフトクリーム」は、かつて西日本旅客鉄道（JR西日本）氷見線越中中川駅そばの「ショップまじま」が販売していた看板商品であったが、店主の高齢化により2018年（平成30年）に閉店。道の駅の新しい名物として販売したところ、「ショップまじま」のソフトクリームを思わせることから「懐かしい」などの反響があり話題となった。この「10段ソフト」は富山県南砺市の道の駅井波でも販売を開始。商品開発は当駅が参加し、「風神10段ソフトクリーム」の名称で販売されている。

### 管理団体
- 設置者：高岡市
- 指定管理者：株式会社インサイト[18]

## 休館日
- 年中無休[4][15]

## アクセス
- 国道8号 - 登録路線

間接接続
- 能越自動車道高岡IC
- 富山県道57号高岡環状線